# Sigmar Gabriel
Sigma Gabriel (Goslar, Baja Sajonia, Alemania Occidental, 12 de septiembre de 1959) es un político alemán, miembro del SPD, del que fue presidente al nivel federal. También fue, desde el 17 de diciembre de 2013, miembro del Gobierno alemán en el marco de la gran coalición entre el SPD y la CDU, con Angela Merkel a la cabeza, con el cargo de vicecanciller y ministro de Asuntos Exteriores hasta el 14 de marzo de 2018.

## Biografía
Hijo de un funcionario público y una enfermera, ejerció como maestro antes de entrar en política.
El 15 de diciembre de 1999, tras la dimisión de Gerhard Glogowski, quien sucediera a Gerhard Schröder en el cargo, Gabriel fue nominado ministro-presidente de Baja Sajonia, cargo que ocupó hasta el 4 de marzo de 2003. Después de perder en las urnas, fue nombrado "Representante para cultura y discursos Pop" del SPD entre 2003 y 2005, cargo por lo que se le apodó con el sobrenombre de Siggi Pop. Entre 2005 y 2009 ocupó el cargo de Ministro federal de Medio Ambiente, Conservación Natural y Seguridad Nuclear en el gabinete dirigido por Angela Merkel.
Después de los resultados electorales federales de 2009, Franz Müntefering, hasta entonces presidente del Partido Socialdemócrata, dimitió de la presidencia del SPD. Gabriel fue elegido como sucesor en el congreso federal celebrado el 13 de noviembre de 2009. Fue reelegido en los congresos de 2011, 2013 y 2015. En 2017 fue sucedido como presidente del partido por Martin Schulz.

## Vicecanciller y Ministro de Economía y Energía
Tras las Elecciones federales de Alemania de 2013, en las que la canciller Angela Merkel venció, quedando a cinco escaños de la mayoría absoluta, negoció en nombre de su partido un acuerdo de gran coalición, alcanzando finalmente un pacto de gobierno que fue sometido al voto de la militancia del SPD, obteniendo el voto favorable del 76 %. En consecuencia, el SPD regresó al gobierno federal aportando seis ministros, entre ellos el propio Gabriel como vicecanciller y ministro de Economía y Energía.

## Candidato a canciller en 2017
Sigma Gabriel anunció su intención de presentarse como candidato a canciller en las elecciones federales de 2017. En el semanario Stern, Gabriel declaró: "Por supuesto que quiero llegar a ser canciller si el SPD me quiere presentar. De eso no hay ninguna duda." Sin embargo, el 24 de enero de 2017 retiró sus aspiraciones en favor de Martin Schulz.

## Ministro de Asuntos Exteriores
El 27 de enero de 2017 asumió como nuevo Ministro de Asuntos Exteriores de Alemania, como sucesor de Frank-Walter Steinmeier. Su antiguo cargo de Ministro de Economía y Energía pasó a ser ocupado por Brigitte Zypries, también socialdemócrata.

## Cargos desempeñados
- Ministro-presidente de la Baja Sajonia (1999-2003).
- Ministro de Medio Ambiente de Alemania (2005-2009).
- Presidente del SPD (2009-2017).
- Vicecanciller Federal de Alemania (2013-2018).
- Ministro de Economía y Energía de Alemania (2013-2017).
- Ministro de Asuntos Exteriores de Alemania (2017-2018)